# Mick Flannery

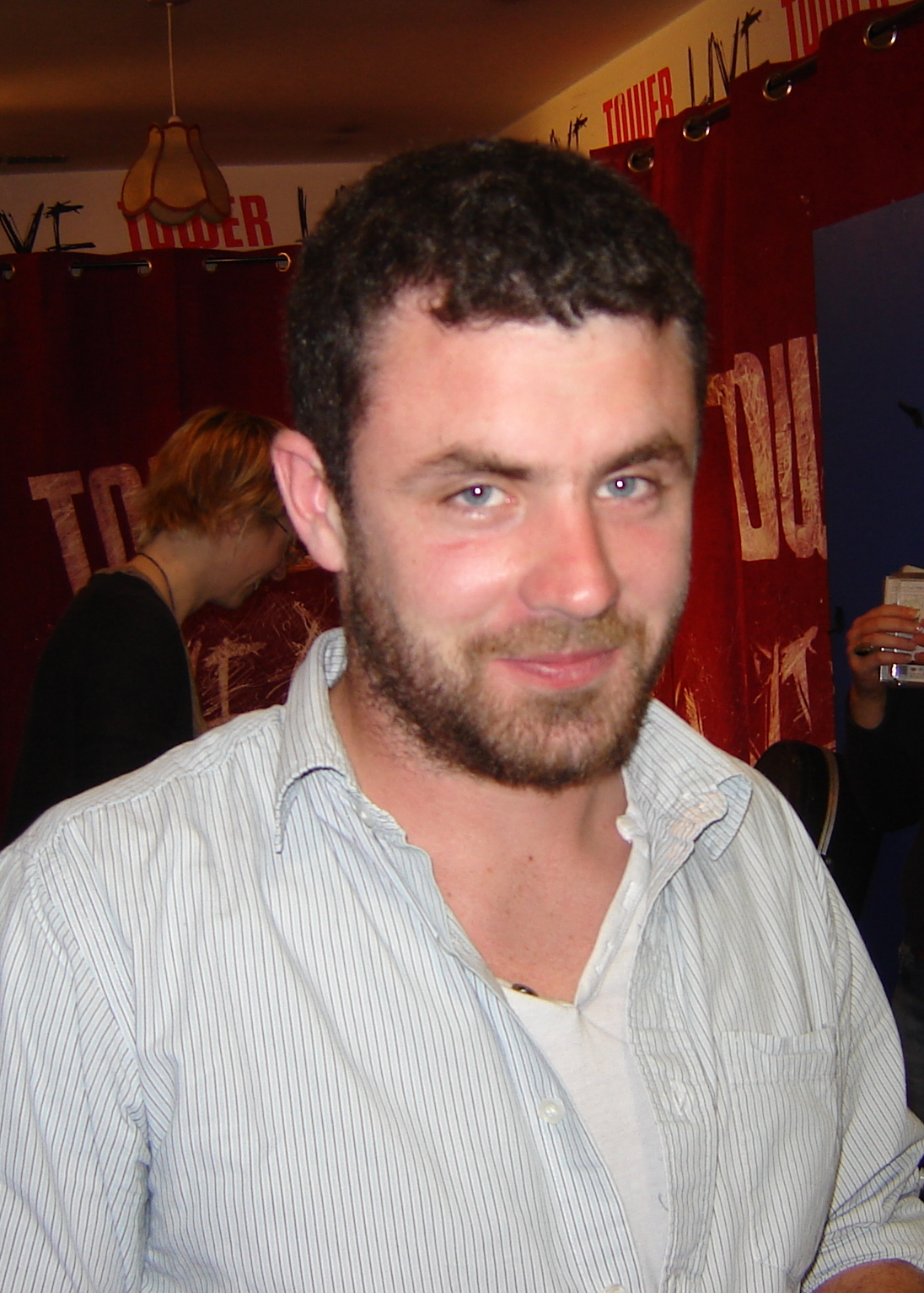
Mick Flannery 2008

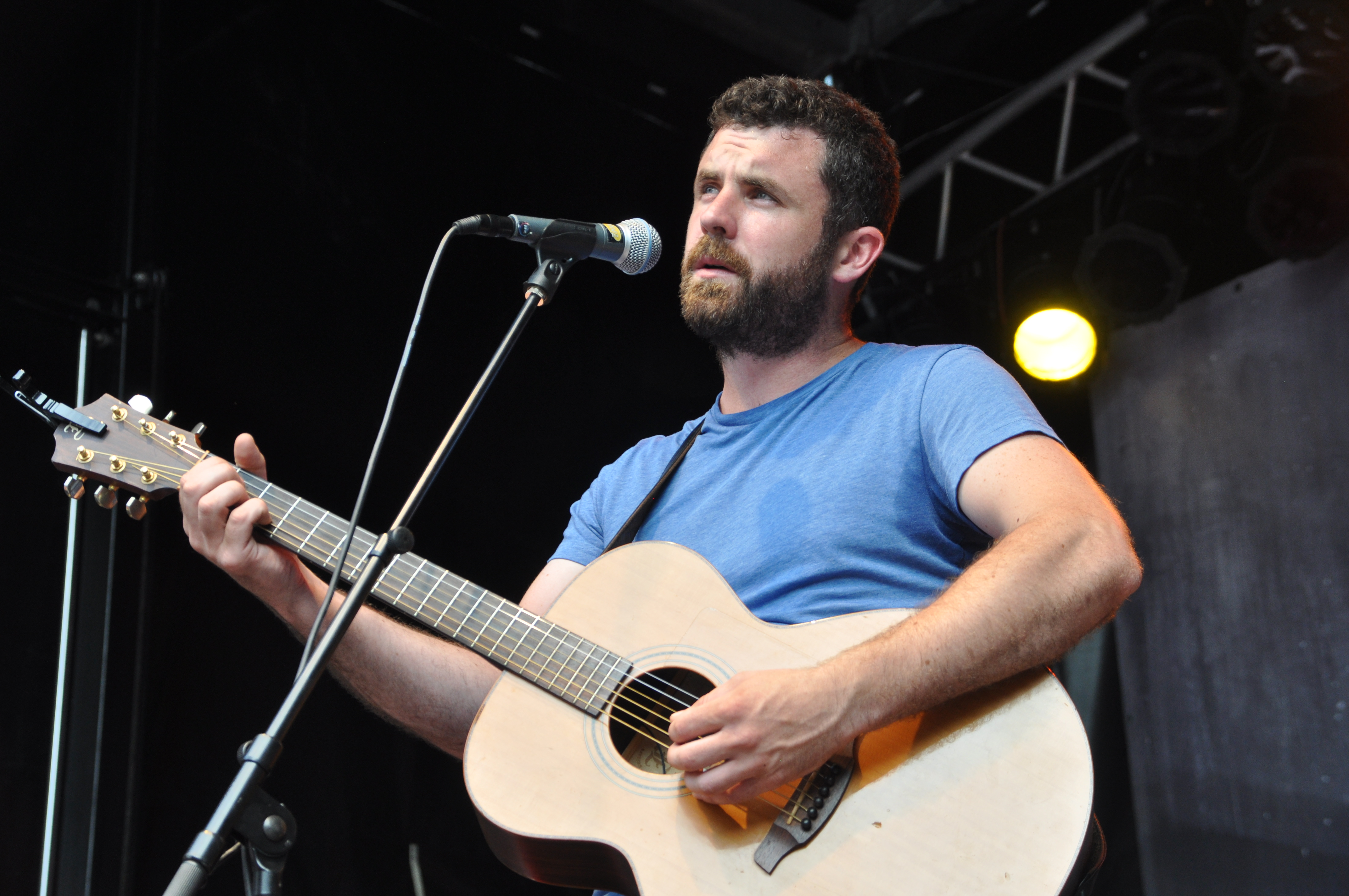
Mick Flannery beim 38. Bardentreffen 2013 in Nürnberg

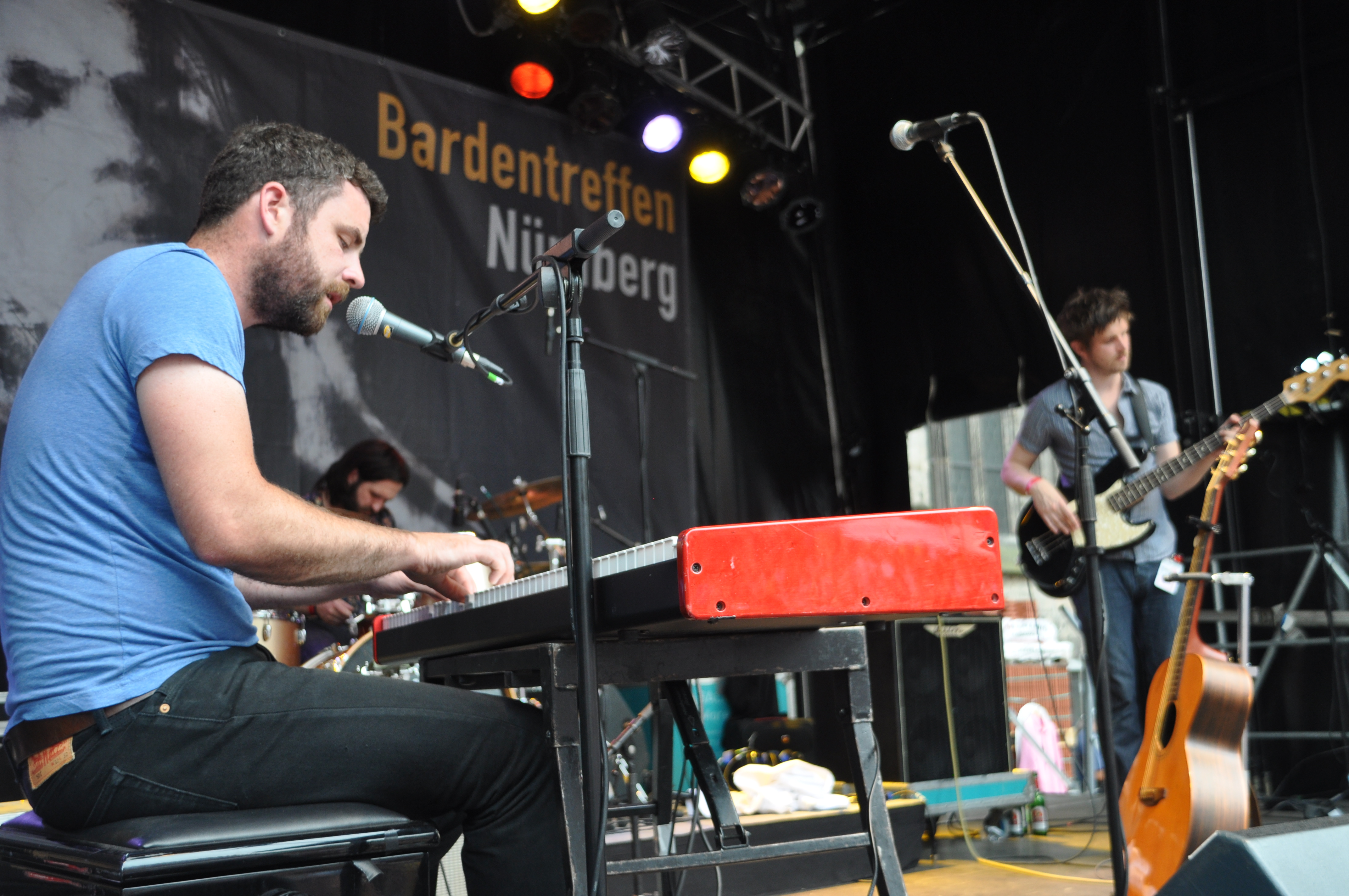
Mick Flannery beim 38. Bardentreffen 2013 in Nürnberg

Mick Flannery (* 28. November 1983) ist ein irischer Sänger und Songwriter.
Sein Debütalbum Evening Train entstand in der Zeit seines Musik- und Managementstudiums an der Coláiste Stiofáin Naofa Hochschule in Cork. Es beinhaltet Lieder, mit denen Flannery zuvor in zwei Kategorien beim International Songwriting Competition in Nashville, Tennessee gewonnen hatte, bei dem u. a. sein Idol Tom Waits in der Jury saß. Er war der erste irische Musiker, der bei diesem Musikwettbewerb gewann.
Flannerys zweites, 2008 erschienenes Studioalbum White Lies erzielte eine Top-10-Platzierung in den irischen Album-Charts, erreichte später Goldstatus und wurde für den Choice Music Prize nominiert.
Auf einer Liste der derzeit 50 besten irischen Auftritte platzierte The Irish Times ihn im April 2009 auf Platz 46. Außerdem gewann Flannery in diesem Jahr den Titel Best Irish Male bei den Meteor Music Awards. Zu den Einflüssen seiner Musik gehören Kurt Cobain, Leonard Cohen und Bob Dylan.

## Frühe Jahre

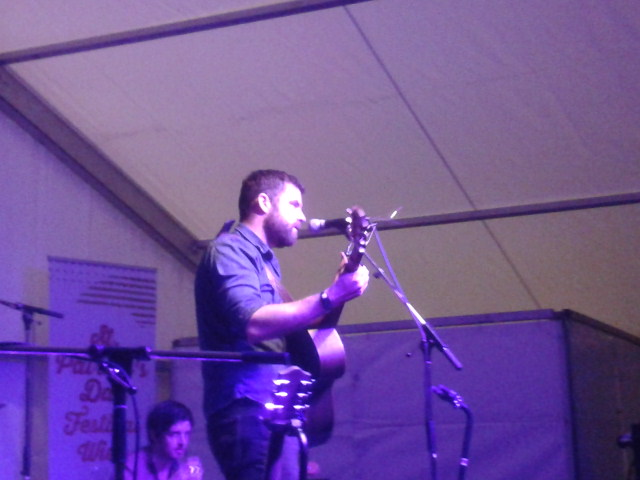
Mick Flannery 2013 in Wien

Flannery wuchs außerhalb von Blarney im County Cork auf dem Land auf.
Durch das ausgeprägte musikalische Interesse seiner gesamten Familie kam Flannery bereits früh in Kontakt mit Folk- und Blues-Musik.

“My mother's side were big into music, more than my dad's side. My mother is a singer and she plays the guitar. She recorded an album of her own actually two years ago. And it was her brothers and sisters that kind of got me into music. [...] At those family nights there was a good bit of Tom Waits, a bit of Dylan. Most of the singers would be female, my aunts, and they would sing Tracy Chapman and Joni Mitchell.”

„Meine [Familie] mütterlicherseits war sehr musikalisch, mehr als die väterlicherseits. Meine Mutter ist Sängerin und spielt Gitarre. Sie hat vor zwei Jahren ein eigenes Album aufgenommen. Und es waren ihre Brüder und Schwestern, die mich zur Musik gebracht haben. […] An diesen Familienabenden gab es ein gutes Bisschen von Tom Waits, ein wenig von Dylan [zu hören]. Größtenteils sangen Frauen, meine Tanten; sie sangen Tracy Chapman und Joni Mitchell.“

Flannery nennt die Begegnung mit der Musik von Kurt Cobain und Nirvana als direkten Einfluss auf seinen Wunsch, Musiker zu werden.
Als er Cobain The Man Who Sold the World bei MTV Unplugged singen sah, kaufte er sofort das Album MTV Unplugged in New York, sowie bald darauf Bob Dylans Blonde on Blonde.
Laut eigener Aussage schrieb Flannery mit fünfzehn Jahren seinen ersten Song.
Eines seiner ersten Lieder, Mad Man's Road, handelte von der Geschichte eines Mordes, der in der Straße stattfand, in der er lebte.
Von seinem früheren Material nimmt er Abstand und bezeichnet es als „Schund“.
Außerdem liegt Flannery viel daran, seine Begeisterung für Steinmetzarbeiten und seine Position abseits der Musik zum Ausdruck zu bringen:

“I wasn't going to sit in a room and write songs seven days a week and live on bread and beans. I liked doing stonemasonry as well.”

„Ich hatte nicht vor, sieben Tage die Woche in einem Raum zu sitzen, Songs zu schreiben und von Brot und Bohnen zu leben. Ich mochte auch die Arbeit als Steinmetz.“

## Musikalischer Werdegang

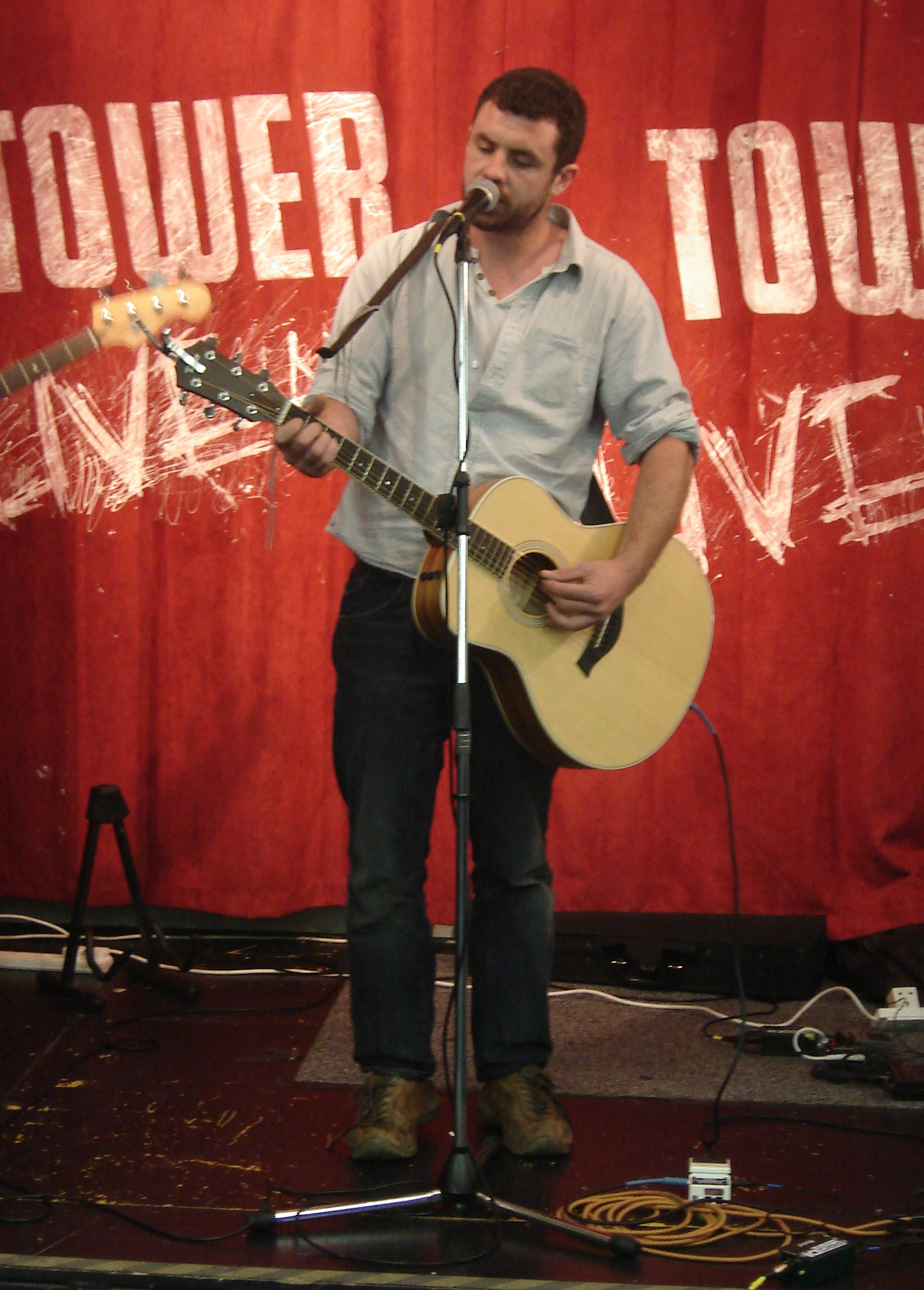
Flannery 2008

### Evening Train
Während seines Musik- und Managementstudiums in Cork schrieb Flannery sein Debütalbum, das er später Evening Train nannte. Es ist ein Konzeptalbum mit elf Titeln über die Taten zweier Brüder.
Er hatte ursprünglich vor, ein Musical zu schreiben, womit er allerdings keinen Erfolg hatte.
Vor der Veröffentlichung unternahm Flannery mit einem Freund und Arbeitskollegen eine dreimonatige Reise in die USA, wo sie in Williamsburg (Brooklyn) lebten.
Dort verbrachte Flannery seine Zeit mit Auftritten in New York.
Für einen Monat half ihm seine Schwester bei der Organisation dieser Auftritte, Flannery war jedoch schnell ernüchtert von der New Yorker Musikszene.
Evening Train wurde von den Kritikern in Irland und den USA positiv aufgenommen.
Sie betonten Flannerys „kluge und anspruchsvolle Texte“, die „starken, fantasievollen Melodien“ sowie den „Tom-Waits-Sound“.
Lauren Murphy, eine Kritikerin der irischen Internetseite Entertainment.ie, bezeichnete das Album als „triefend von Reife, Gelassenheit und Potential“, „das Erstaunlichste“ sei Flannerys Alter von nur 21 Jahren.
2007 unterzeichnete Flannery seinen Plattenvertrag mit EMI Records,
Am 29. November desselben Jahres wurde er zum Thema des Radioprogrammes Mytunes im irischen RTÉ Radio 1,
2008 trat er in der Fernsehshow Other Voices auf RTÉ Two auf.
Dieser Auftritt steigerte das Interesse an Flannerys Musik in Irland.

### White Lies
Flannerys zweites Studioalbum White Lies erschien am 12. September 2008
und erreichte eine Top-10-Platzierung in den irischen Albumcharts. Später wurde es in Irland mit Gold ausgezeichnet.
Am Tag der Veröffentlichung sang Flannery Tomorrow's Papers in der Late Late Show,
Das Lied trug zur wachsenden Popularität des Sängers bei.

White Lies may not be a perfect album, but it's certainly a promising step forward for a real talent.

„White Lies mag kein perfektes Album sein, aber sicherlich ist es ein vielversprechender Schritt für ein echtes Talent.“

“If you're adamant that Ireland may sink with another singer-songwriter on tour, then this is a record to seek out; you won't notice the time passing and the nation will remain afloat.”

„Wenn du darauf bestehst, dass Irland mit einem weiteren Singer-Songwriter auf Tour untergeht, dann ist dies eine Aufnahme, welche man aussuchen sollte; Du wirst nicht bemerken, wie die Zeit verfliegt und die Nation wird nicht untergehen.“

Nach dem Erscheinen des Albums begann Flannery eine Irland-Tour.
Im Dezember 2008 sang Flannery im Duett mit Lisa Hannigan den Song Christmas Past, nachdem sie gemeinsam in einer Radioshow aufgetreten waren.
Im selben Monat wiederholten sie das Duett in der Vicar Street, einem Veranstaltungszentrum in Dublin.
Der Titel Tomorrow's Paper wurde für die CD Ceol '09, ein Teil der jährlichen Musikkompilation der Organisation Seachtain na Gaeilge, ins Irische übersetzt,
diese Version wurde in 40 Minuten in einem Studio in Dublins Merrion Square aufgenommen.
Im März 2009 trat Flannery in der Radioshow The Ray D'Arcy Show mit einer Coverversion von Bruce Springsteens The River in der Küstenstadt Carlingford und auf der Cooley-Halbinsel auf.
2009 erschien eine Deluxe Edition von White Lies, die Christmas Past enthielt.
Flannerys derzeit größtes Konzert als Headliner in Dublin fand am 25. Mai 2009 in der Vicar Street statt,
Am 9. Juli 2009 trat er neben John Spillane beim Festival Live at the Marquee in Cork auf.
Flannery sagte, das Angebot, dort zu spielen, sei für ihn „beängstigend“ gewesen:

“In many ways I have drifted into this career and still have to pinch myself regularly to make sure I am not imagining it all.”

„In vielerlei Hinsicht bin ich in diese Karriere hineingeschlittert und ich muss mich immer noch regelmäßig kneifen, um sicherzugehen, dass ich mir das nicht alles [nur] vorstelle.“

Flannery trat beim Bloom-Festival als Teil der Feier zur 50. Vergabe des Titels Rose of Tralee 2009 auf,
außerdem hatte er einen Auftritt beim Festival Electric Picnic 2009.
Am 31. Dezember 2009 nahm er an den Feierlichkeiten zum Ende des Jahrzehnts im Opernhaus in Cork teil.
Flannery spielte weitere ausverkaufte Konzerte in Irland und tourte zudem durch Großbritannien.

### Red to Blue
Sein drittes Studioalbum Red to Blue erschien am 30. März 2012. Es blieb drei Wochen lang auf Platz 1 der irischen Album-Charts und die Singles Gone Forever und No Way To Live wurden häufig im Radio gespielt. Die Red to Blue Tour war ein großer Erfolg für Flannery, die Konzerte waren in ganz Irland ausverkauft, wobei das Konzert im Olympia Theatre Dublin bislang eines seiner größten war. Die Tour endete mit Auftritten im „Róisín Dubh“ in Galway.
Sein Festival-Auftritt bei Moments Bremen am 29. Oktober 2012 wurde von Radio Bremen mitgeschnitten und am 23. Januar 2013 gesendet.

### By the Rule
Das vierte Album By the Rule setzte sich gleich nach Erscheinen an die Spitze der irischen Album-Charts. Die Europa-Tournee zum CD-Release wurde dann aus privaten Gründen abgesagt und erst im März 2015 nachgeholt. Deutschlandradio Kultur zeichnete den Auftritt am 18. März 2015 im Mau-Club Rostock auf, sendete den Mitschnitt am 4. Mai 2015.

## Stil
Flannery schreibt seine Musik und deren Texte selbst,
In seiner Jugend las er unter anderem Literatur von Charles Bukowski, Jonathan Miller und John Steinbeck,
seine größten musikalischen Einflüsse waren und sind Leonard Cohen, Bob Dylan und Tom Waits. Flannery war bei den Shows von Cohen im Royal Hospital Kilmainham und von Waits im Phoenix Park, als dieser 2008 nach Irland kam.
Der RTÉ Guide beschrieb Flannerys Texte als „so persönlich, dass sie aus seiner tiefsten Seele geschnitzt seien“ und sein Humor sei „so trocken wie ein Karfreitag in Glenstall Abbey [sic]“.

## Persönliches
Mick Flannerys Schwester Sarah erfand mit 16 Jahren den Cayley-Purser-Algorithmus und gewann damit bei der „Esat Young Scientist Exhibition“. Seine Familie mütterlicherseits lebt in Coolroe in der Nähe von Killarney, Flannery selbst zog 2012 nach Deutschland, er lebt bis heute in Berlin.
Flannery ist als eine schüchterne Person bekannt, er gab zu, starkes Lampenfieber vor Auftritten zu haben. Er benutzt nicht oft Computer, sondern bittet stattdessen Andere, seine Facebook- und Myspace-Accounts zu aktualisieren, obwohl er sich „wirklich schlecht“ dabei fühlt, wenn Leute bei seinen Konzerten zu ihm kommen und sich für Antworten auf ihre Fragen bedanken.
Flannery neigt dazu, eher mit seinen Steinmetzkollegen Kontakte zu pflegen, statt mit anderen Musikern. Sie unterhalten sich dann lieber über Sex, statt über Musik zu sprechen. Außerdem spielt er gerne Poker.

“I'm a dour bollocks. I wouldn't be the life and soul of any party. I'd be sitting in the corner.”

„Ich bin ein mürrischer [Esel]. Ich wäre nicht das Leben und die Seele irgendeiner Party. Ich würde [einfach nur] in der Ecke sitzen.“

## Band

### Aktuelle Mitglieder
- Mick Flannery – Frontgesang, Klavier, Gitarre
- Karen O’Doherty – Violine, Backgroundgesang
- Yvonne Daly – Backgroundgesang
- Hugh Dillon – E-Gitarre
- Brian Hassett – Bassgitarre, Kontrabass
- Christian Best – Schlagzeug

### Ehemalige Mitglieder
- Aaron Dillon – Mundharmonika (u. a. In the Gutter aus dem Album Evening Train)[39]

## Diskografie

### Studioalben
| Jahr | Titel                         | Höchstplatzierung, Gesamtwochen, AuszeichnungChartsChartplatzierungen (Jahr, Titel, Platzierungen, Wochen, Auszeichnungen, Anmerkungen) | Anmerkungen                                                     |
| Jahr | Titel                         | IE | Anmerkungen                                                     |
| ---- | ----------------------------- | --- | --------------------------------------------------------------- |
| 2007 | Evening Train                 | IE84 (2 Wo.)IE | Erstveröffentlichung: 22. März 2007 EMI                         |
| 2008 | White Lies                    | IE6 Gold · (57 Wo.)IE | Erstveröffentlichung: 18. März 2008 EMI                         |
| 2012 | Red to Blue                   | IE1 Gold · (24 Wo.)IE | Erstveröffentlichung: 30. März 2012 EMI                         |
| 2014 | By the Rule                   | IE1 (17 Wo.)IE | Erstveröffentlichung: Mai 2014 Universal                        |
| 2016 | I Own You                     | IE3 (6 Wo.)IE | Erstveröffentlichung: 14. Oktober 2016 EMI                      |
| 2019 | Mick Flannery                 | IE1 (4 Wo.)IE | Erstveröffentlichung: 5. Juli 2019 EMI                          |
| 2020 | Alive – Cork Opera House 2019 | IE3 (2 Wo.)IE | Erstveröffentlichung: 24. Juli 2020 Rosaleen                    |
| 2021 | In the Game                   | IE2 (16 Wo.)IE | mit Susan O’Neill Erstveröffentlichung: 10. September 2021 Rosa |

### EPs
- 2002: Mick Flannery (2002)[43]

### Singles
| Jahr | Titel Album                   | Höchstplatzierung, Gesamtwochen, AuszeichnungChartsChartplatzierungen (Jahr, Titel, Album, Platzierungen, Wochen, Auszeichnungen, Anmerkungen) | Anmerkungen |
| Jahr | Titel Album                   | IE | Anmerkungen |
| ---- | ----------------------------- | --- | ----------- |
| 2014 | Get What You Give By the Rule | IE90 (1 Wo.)IE |             |

## Auszeichnungen
The Irish Times platzierte Flannery auf einer Liste der derzeit 50 besten irischen Auftritte im April 2009 auf Platz 46.

### International Songwriting Competition
Flannery gewann in zwei Kategorien des „International Songwriting Competition“ in Nashville (Tennessee): In the Gutter in der Kategorie Folk Singer-Songwriter und The Tender in der Kategorie Lyrics Only.
In der Jury saßen mehrere renommierte Songwriter, darunter Flannerys Idol Tom Waits.
Er war der erste irische Musiker, der diesen Wettbewerb gewonnen hatte.
Die beiden Songs wurden auf dem Album Evening Train veröffentlicht.
| Jahr | Für           | Kategorie              | Resultat |
| ---- | ------------- | ---------------------- | -------- |
| 2004 | In the Gutter | Folk Singer-Songwriter | Gewonnen |
| 2004 | The Tender    | Lyrics Only            | Gewonnen |

### Hot PressReader’s Poll
Flannery wurde in einer Umfrage der Hot Press 2009 zum Most Promising Act gewählt.
| Jahr | Für           | Kategorie          | Resultat |
| ---- | ------------- | ------------------ | -------- |
| 2009 | Mick Flannery | Most Promising Act | Gewonnen |

### Meteor Music Awards
Bei den Meteor Awards 2009 ging die Auszeichnung Best Irish Male an Flannery.
Das Ergebnis war unerwartet, da im Vorfeld Duke Special oder Jape als Gewinner gehandelt wurden.
| Jahr | Für           | Kategorie       | Resultat |
| ---- | ------------- | --------------- | -------- |
| 2009 | Mick Flannery | Best Irish Male | Gewonnen |

### Choice Music Prize
2009 war Flannery für den Choice Music Prize nominiert.
Er war einer von sieben Musikern, welche von den zehn Nominierten bei der Verleihung des Preises am 4. März in der Vicar Street auftreten durften.
Flannery hatte gegen Jape verloren, obwohl Frontmann Richie Egans Mutter ihn als Gewinner erwartet hatte, wie er in seiner Dankesrede erwähnte.

“They all deserve the award – sure my mother even told me that Mick Flannery was going to win, she said you're good, Ritchie [sic], but he's gorgeous.”

„Sie verdienen den Preis alle - sicher hat mir meine Mutter sogar gesagt, Mick Flannery würde gewinnen. Sie sagte 'Du bist gut, Ritchie [sic] aber er ist umwerfend.“

| Jahr | Für        | Kategorie                    | Resultat  |
| ---- | ---------- | ---------------------------- | --------- |
| 2009 | White Lies | Irish Album of the Year 2008 | Nominiert |